# Kasai del Sud
Kasai del Sud (en francès Sud-Kasaï) fou un territori secessionista de la zona centre meridional de la República Democràtica del Congo a començaments dels anys seixanta.
La regió assolí la independència de manera semblant a la de la veïna Katanga durant l'agitat procés de descolonització del Congo Belga. La regió fou assolada per conflictes ètnics i tensions polítiques entre els líders del govern central i del govern local, atiades pels explotadors de diamants.
El 14 de juny de 1960, uns dies abans que la colònia es declarés independent, alguns militars declararen la independència de Kasai (no del Congo) i proclamaren l'Estat Federal de Kasai del Sud. El 8 d'agost de 1960, fou proclamat l'autònom Estat Minaire de Kasai del Sud amb capita la Bakwanga (avui Mbuji-Mayi). Albert Kalonji fou nomenat president de Kasai del Sud i Joseph Ngalula fou nomenat cap de govern.
Una Assemblea de Notables va investir el pare de Kalonji amb el títol imperial de Mulopwe el 12 d'abril de 1961. El nou emperador va abdicar immediatament a favor del seu fill, que aleshores governà Kasai del Sud com a Mulopwe (Emperador/rei) Albert I Kalonji.
Després d'una sagnant campanya militar de quatre mesos durant la qual milers de civils foren massacrats, les tropes del govern central del Congo reconqueriren la regió i arrestaren Kalonji el 30 de desembre de 1961, posant fi a la secessió de Kasai del Sud.
Kalonji intentà formar un nou govern després d'escapar de la presó el 7 de setembre de 1962, però fou dissolt menys d'un mes després.
Sota el subseqüent règim de Joseph Mobutu (Mobutu Sese Seko), l'antic Kasai del Sud fou dividit per tal de desencoratjar qualsevol activitat separatista.